# موسی کامارا (بازیکن فوتبال، زاده ۱۹۹۸)
موسی کامارا (انگلیسی: Moussa Camara؛ زادهٔ ۲۷ نوامبر ۱۹۹۸) بازیکن فوتبال اهل گینه است.
وی همچنین در تیم‌های ملی فوتبال زیر ۲۰ سال گینه و گینه بازی کرده است.